# Platytaenia lasiocarpa
Platytaenia lasiocarpa är en flockblommig växtart som först beskrevs av Pierre Edmond Boissier, och fick sitt nu gällande namn av Karl Heinz Rechinger och Harald Harold Udo von Riedl. Platytaenia lasiocarpa ingår i släktet Platytaenia och familjen flockblommiga växter. Utöver nominatformen finns också underarten P. l. thomsonii.